# Lac de Pécs
Le lac de Pécs (hongrois : Pécsi-tó [ˈpeːtʃi toː]) est un lac hongrois, situé à environ 10 km de Pécs, entre les localités d'Orfű et de Mecsekrákos, dans le massif du Mecsek. Il s'agit du plus grand lac du comitat de Baranya.